# 1778 na literatura

## Nascimentos
| Data           | Nome        | Profissão        | Nacionalidade | Observações | Ref |
| -------------- | ----------- | ---------------- | ------------- | ----------- | --- |
| 6 de Fevereiro | Ugo Foscolo | poeta e escritor | Itália        | m. 1827     |     |

## Mortes
| Data          | Nome             | Profissão | Nacionalidade | Observações | Ref |
| ------------- | ---------------- | --------- | ------------- | ----------- | --- |
| 8 de Setembro | Clemens Brentano | poeta     | Alemanha      | n. 1778     |     |